# James Wiseman (prêtre)
Pour les articles homonymes, voir James Wiseman.
James Wiseman né avant 1870 et mort le 20 novembre 1955 est un prêtre au diocèse d'Aberdeen et d'Orkney de 1910 à 1922.
Il a fait ses études à l'Université d'Aberdeen et a été ordonné prêtre en 1870.